# Bristol Cars

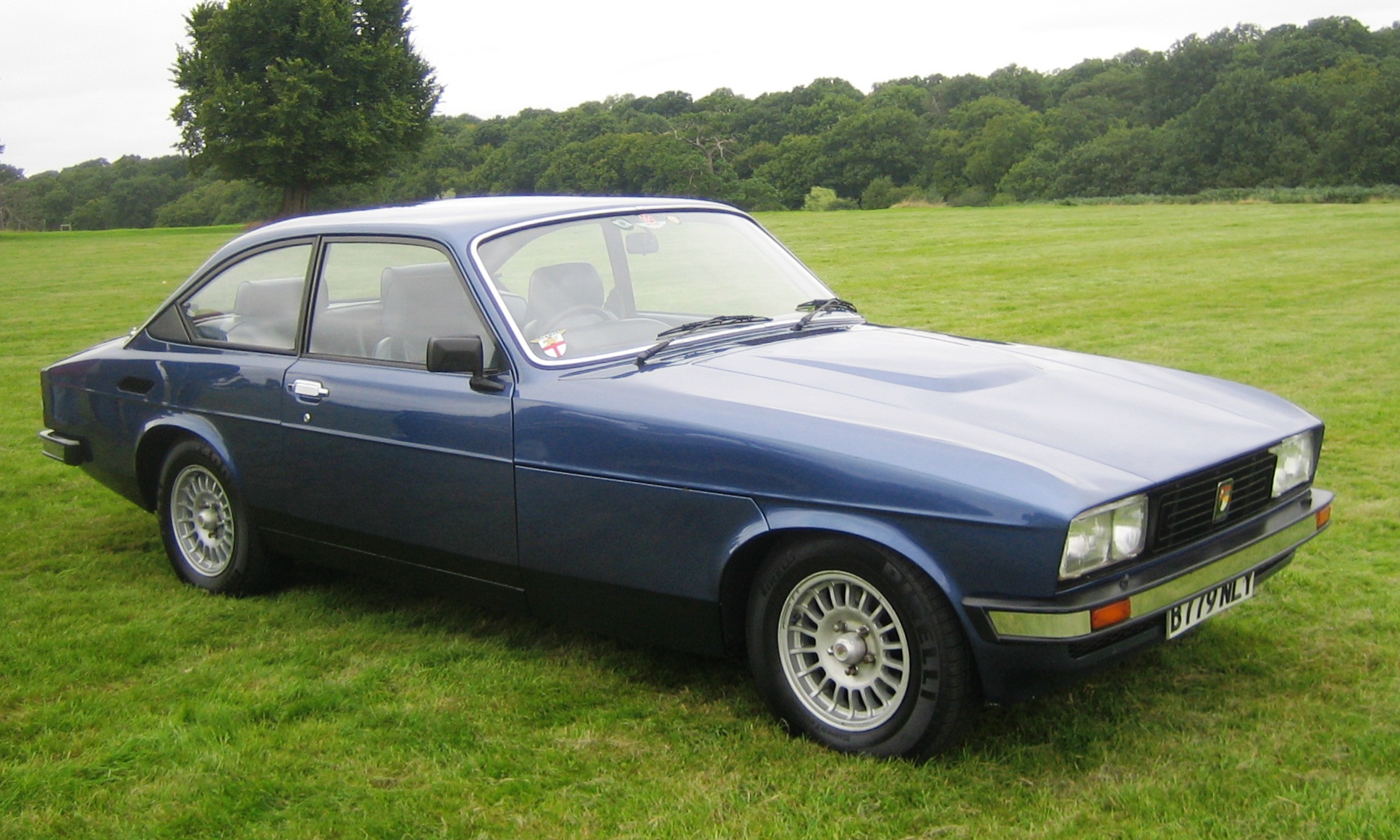
Bristol 603

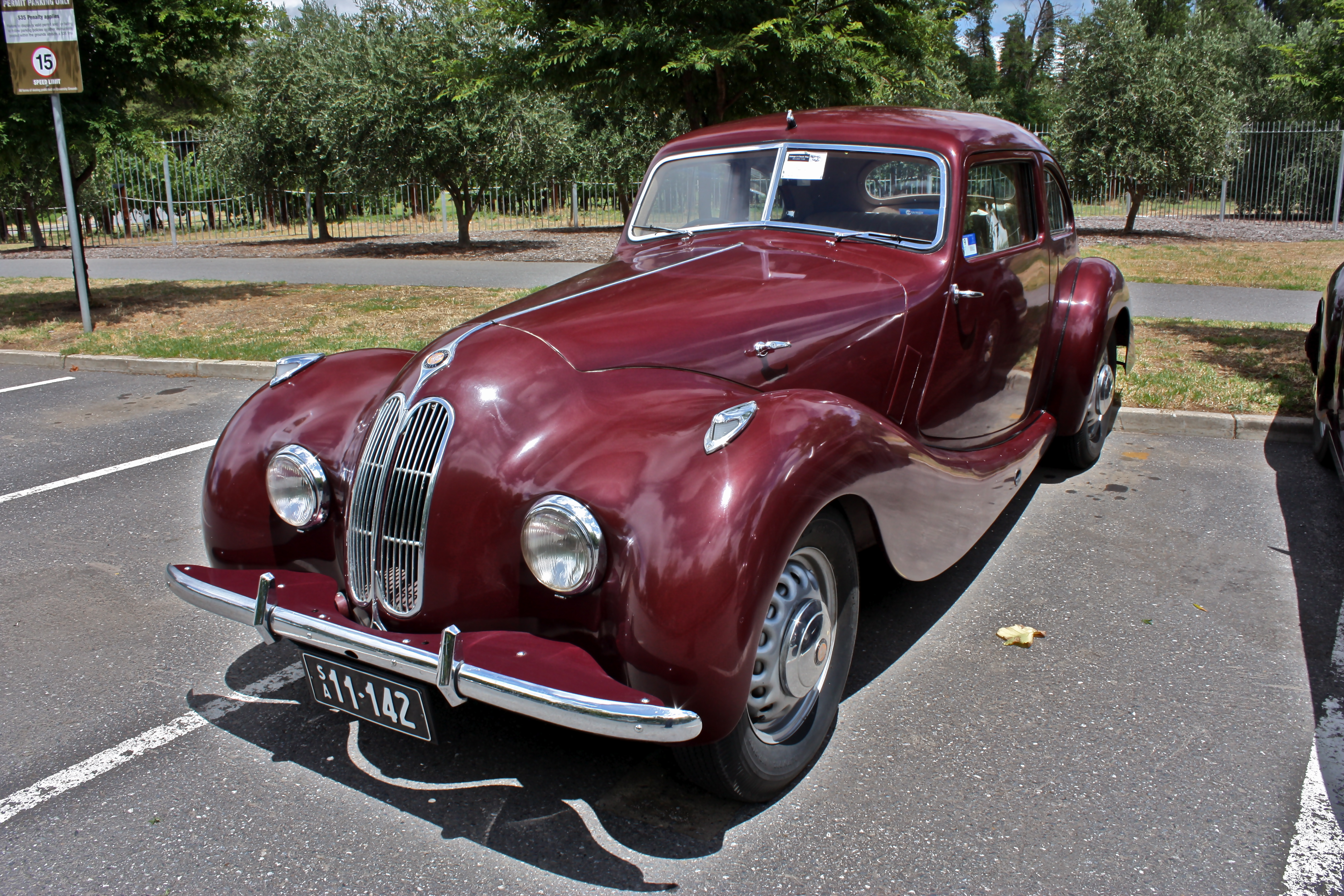
Bristol 400, 1946-1950

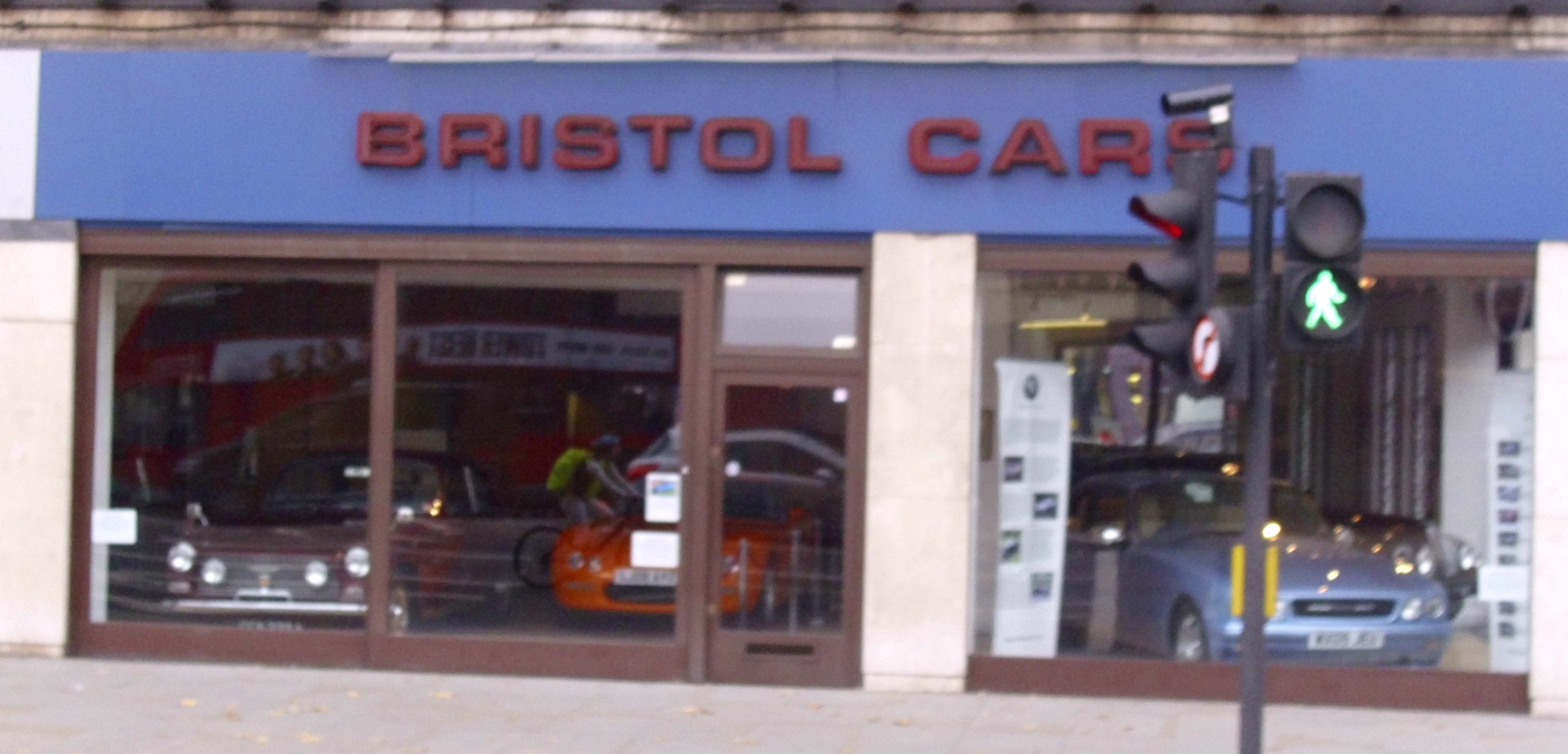
Salon w Londynie

Bristol Cars Ltd. – brytyjski producent ręcznie wytwarzanych samochodów luksusowych, z siedzibą w Londynie. Fabryka należąca do spółki znajduje się w Filton pod Bristolem. Przedsiębiorstwo nie posiada sieci sprzedaży – jedyny salon sprzedaży mieści się w Londynie, a wszelkie transakcje zawierane są bezpośrednio z klientami. Wielkość produkcji w 2003 roku wyniosła około 50 samochodów. W kwietniu 2011 spółka została przejęta przez brytyjsko-szwajcarską firmę Kamkorp, należącą do grupy Frazer-Nash.
Firma powstała, gdy koncern lotniczy Bristol Aeroplane Company po II wojnie światowej przestawił część produkcji wojennej na cele cywilne. Pierwsze konstrukcje były wzorowane na niemieckim BMW. W roku 1959, gdy koncern Bristol połączył się z zakładami Armstrong Siddeley dział samochodowy koncernu Bristol usamodzielnił się i funkcjonował jako niezależna spółka w ręku nowych inwestorów. Dział lotniczy stał się natomiast częścią koncernu Bristol Siddeley, a potem włączony został do koncernu Rolls-Royce.

## Produkowane modele
- Type 400 (1946–1950)
- Type 401 (1948–1953)
- Type 402 (1949–1950)
- Type 403 (1953–1955)
- Type 404 (1953–1955)
- Type 405 (1954–1958)
- Type 405D (1954–1958)
- Type 406 (1958–1961)
- Type 450 (1952–1955)
- Type 407 (1961–1963)
- Type 408 (1963–1966)
- Type 409 (1965–1967)
- Type 410 (1967–1969)
- Type 411 (1968–1976)
- Type 412 (1975–1994)
- Type 603 (1976–1982)
- Britannia/Brigand (1982–1993)
- Blenheim (1993–2010)
- Fighter (2000–)